# 趙世典
趙世典（1562年—？），字伯循，號仰潜，福建泉州府晉江縣人，軍籍，明朝政治人物。

## 生平
萬曆十年（1582年）壬午科福建鄉試八十一名，萬曆十四年（1586年）丙戌科會試一百十二名，登三甲第七十五名。都察院观政，任江西樂安縣知縣。官至鲁王府長史。

## 家族
曾祖趙信，贈戶部主事；祖父趙恒，曾任戊戌進士知府入名宦祠進階中憲大夫；父趙日新，曾任辛未進士戶部主事。母汪氏。重庆下。弟世敷、世敦、世徽、世斌、世牧、世儆、世敭、世徵、世澤、世泳。趙世徵，萬曆乙未科進士，官廣西巡抚。